# Rhantus validus
Rhantus validus är en skalbaggsart som beskrevs av Sharp 1882. Rhantus validus ingår i släktet Rhantus och familjen dykare. Inga underarter finns listade i Catalogue of Life.